# Günter Herrmann
Günter Herrmann (Saarbrücken, 2 settembre 1934 – Saarbrücken, 7 novembre 2012) è stato un calciatore tedesco, di ruolo attaccante.

## Carriera

### Nazionale
Giocò una partita con la nazionale della Saar nel 1956 senza segnare nessuna rete.